# 査継佐
査 継佐（さ けいさ、1601年 - 1676年）は、明代末期の文人。字は伊璜（いこう）、与斎は号。杭州府海寧県の出身。
父は査爾翰。貧しい家の出だが、1633年（崇禎6年）に科挙の郷試に合格し挙人となった。
1644年、明の滅亡時には、自軍を率いて浙東地区にて抵抗したが、1646年（順治3年）に清によって陥落。それからは「左尹」と改名し、「非人」を号し、隠居して過ごす。
その後は、各地で講義を行ったり、史書の編纂などを手がけた。康熙二年（1661年）、湖州府帰安県の庶民荘允誠は病死した息子廷鑨（ていりゅう）が書いた『明史』を刊行したが、禁書であるため、捕らえで処刑された。継佐は、この本の校正役として、署名のことも参与した。故に継佐は危機に困れて、一時、死地に迫ったと言う。さらに、いくつかの根拠により、継佐は荘允誠親子を告発した可能性もあるとみられる。張岱の『快園道古』により、明史連名の件を知った後、継佐は間もなくそれを提督学政（あるいは学政、学道、正三品）に報告した。この功績は有司に認められて、荘氏の財産と産業の半分を分けて得たという。
著書に『罪惟録』『国寿録』『魯春秋』『東山国語』『班漢史論』『続西廂』等がある。
武俠小説の大家の金庸（本名は査良鏞）の先祖である。

## 参考資料
1. ↑  陳康祺《郎潛紀聞》惟海寧查繼佐、仁和陸圻，當獄初起，先首告，謂廷鑨慕其名列之參校中，得脫罪
2. ↑  『快園道古』巻ノ四　言語部 ISBN 9787554015988